# Acrocanthosaurus
Az Acrocanthosaurus (jelentése 'magas tüskéjű gyík') a theropoda dinoszauruszok egyik neme, amely a középső kréta kor apti–albai korszakában élt a mai Észak-Amerika területén. A legtöbb dinoszaurusznemhez hasonlóan az Acrocanthosaurusnak is csak egyetlen faja ismert, az A. atokensis. Fosszilis maradványai főként az Amerikai Egyesült Államok Oklahoma és Texas államaiból kerültek elő, de az Acrocanthosaurusénak tulajdonított fogakat találtak jóval keletebbre, Marylandben is.
Az Acrocanthosaurus egy két lábon járó húsevő volt. Ahogy a neve is jelzi, leginkább a csigolyáin elhelyezkedő hosszú csigolyanyúlványokról ismert, melyek nagy valószínűséggel egy, az állat nyaka, háta és csípője felett elhelyezkedő izomredőt tartottak. Az Acrocanthosaurus az egyik legnagyobb theropoda volt, elérte a 11,5 méteres hosszúságot, a tömegét pedig körülbelül 5750–7250 kilogrammra becsülték. A Texasban felfedezett nagy theropoda lábnyomok talán az Acrocanthosaurushoz tartoznak, de a csontmaradványok erre nem szolgálnak közvetlen bizonyítékkal.
Az újabb keletű felfedezések számos részletet tisztáztak az anatómiájával kapcsolatban, lehetővé téve az agyszerkezet és a mellső lábak működésének tanulmányozását. Az evolúciós kapcsolatait illetően azonban még viták folynak, egyes tudósok allosauridaként, mások pedig carcharodontosauridaként osztályozzák. Az Acrocanthosaurus az ökoszisztémája legnagyobb theropodájaként valószínűleg csúcsragadozó lehetett, amely nagyméretű sauropodákra és ornithopodákra vadászott.

## Anatómia

Az Acrocanthosaurus és az ember méretének összehasonlítása

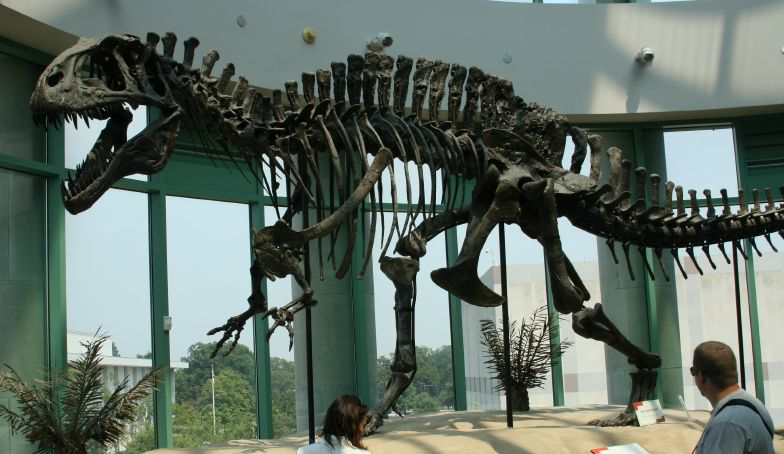
Az Acrocanthosaurus (az NCSM 14345 jelzésű lelet) felállított csontváza az Észak-Karolinai Természettudományi Múzeumban (North Carolina Museum of Natural Sciences)

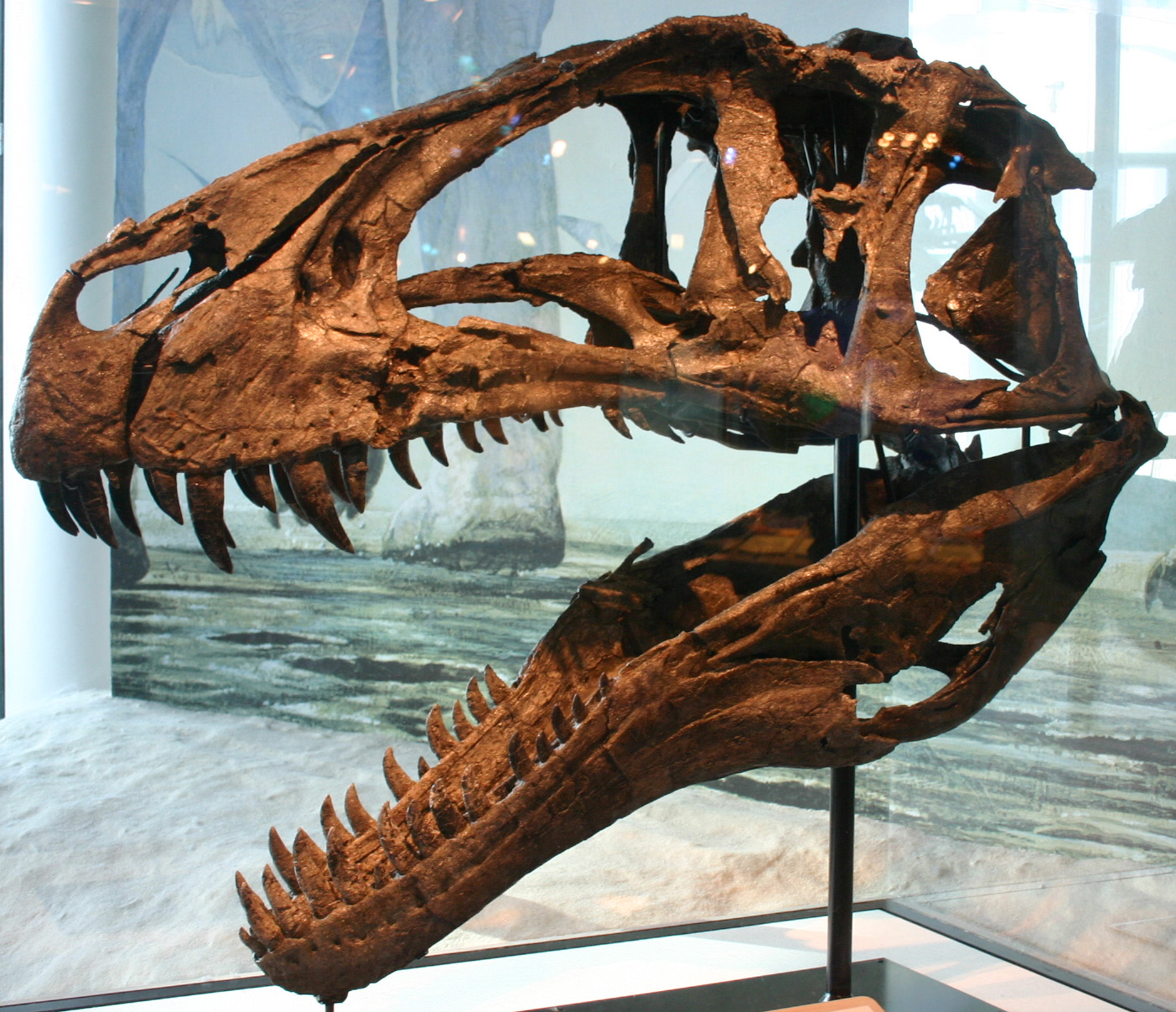
Az Acrocanthosaurus koponyája az Észak-Karolinai Természettudományi Múzeumban

Habár valamivel kisebb volt az olyan óriási rokonainál, mint a Giganotosaurus, az Acrocanthosaurus az egyik legnagyobb theropoda, amely valaha létezett. Leghosszabb ismert példánya 11,5 méter hosszú az orrától a farka végéig, a tömegét pedig 5750–7250 kilogrammra becsülték. Koponyája majdnem elérte az 1,3 méteres hosszúságot.
Az Acrocanthosaurus koponyája, a legtöbb allosauroideáéhoz hasonlóan hosszú és keskeny. A tömeg csökkentését szolgáló szem előtti nyílások (fenestrae antorbitalis) elég nagyok, a hosszuk meghaladja a koponyahossz egynegyedét, a magasságuk pedig a koponyamagasság kétharmadát. A felső állcsont (maxilla) külső felszíne és az orrcsont pofa feletti felső része nem annyira durva felületű, mint a Giganotosaurus vagy a Carcharodontosaurus esetében. Hosszú, alacsony redők emelkednek ki az orrcsontból, melyek a pofa mindkét oldalán végigfutnak az orrnyílásoktól és a szemekig, ahol a könnycsontokon folytatódnak. Ez a jellegzetesség valamennyi allosauroideánál megtalálható. Az Allosaurustól eltérően nem volt feltűnő fejdísz a könnycsonton a szem előtt. A könnycsont és a posztorbitális csont találkozása egy-egy vastag szemöldököt hozott létre a szemek felett, ahogy az a carcharodontosauridáknál és a rokonságukba nem tartozó abelisauridáknál is látható. A felső állcsont mindkét oldalán tizenkilenc görbe, fűrészes fog helyezkedik el, az állkapocsban levő fogak számát azonban nem publikálták. Az Acrocanthosaurus fogai szélesebbek, mint a Carcharodontosaurusé, a felszínük pedig nem olyan ráncos, mint a carcharodontosauridáké. A fogcsontok (az állkapocs fogtartó csontjai) ez elülső élnél szögletessé és sekéllyé váltak, ahogyan a Giganotosaurus esetében, az állkapocs többi része pedig kimélyült. Az Acrocanthosaurus és a Giganotosaurus állkapcsához tartozó surangularis csont külső felszínén, a koponyaízület alatt egy vastag, vízszintes redő helyezkedik el.
Az Acrocanthosaurus legjellegzetesebb tulajdonsága a nyak, a hát, a csípő és a farok felső részének csigolyáihoz tartozó magas tövisnyúlvány sor, ami a csigolyák magasságának több, mint 2,5-szeresét éri el. Más dinoszauruszok is viseltek a hátukon magas tüskesort, ami néha az Acrocanthosaurusénál nagyobb magasságot ért el. Például a rokonságába nem tartozó Spinosaurus majdnem 2 méter magas, a csigolyatesteknél 11-szer magasabb tüskesorral rendelkezett. A Spinosauruséra jellemző „bőrvitorla” megtartása helyett az Acrocanthosaurus alacsonyabb tüskéi egy sor, a ma élő bölényéhez hasonló erős izom kapcsolódási pontjaként szolgáltak, melyek valószínűleg egy magas, vastag redőt alkottak a hát mentén. A tüskék pontos feladata nem ismert, de lehetséges, hogy az állatok közötti kommunikációban, esetleg a zsírtárolásban vagy a hőszabályzásban is lehetett szerepük. A nyak- és hátcsigolyák oldalán feltűnő, a farokcsigolyákon pedig kisebb bemélyedések (pleurocoelek) találhatók. Ez a tulajdonság jobban emlékeztet a carcharodontosauridákra, mint az Allosaurusra.
A csigolyáitól eltekintve az Acrocanthosaurusnak jellegzetes allosauroidea csontváza volt. Két hátsó lábán járt, a fejét és a felsőtestét hosszú, súlyos farka tartotta egyensúlyban a csípő feletti tömegközépponthoz viszonyítva. A mellső lábai aránylag rövidebbek és robusztusabbak voltak a Allosauruséinál, de ettől eltekintve hasonlítottak azokra: a kézfejekhez három karmos ujj tartozott. A kisebb, futó dinoszauruszoktól eltérően a combcsont hosszabb volt, mint a sípcsont és a lábközépcsontok, ami arra utal, hogy az Acrocanthosaurus nem volt gyors futó. Nem meglepő módon a hátsó láb csontjai kisebb rokonáénál, az Allosaurusénál robusztusabbak voltak. A lábfejen négy lábujj volt, de a theropodákra jellemzően az első (a hallux) kisebb volt a többinél és nem érintkezett a talajjal.

## Osztályozás és rendszertan
Az Acrocanthosaurust az Allosauroidea öregcsaládba sorolták be a Tetanurae alrendágon belül. Ezt az öregcsaládot egyebek mellett a pofa felső részén, kétoldalt, az orr és a könnycsont között húzódó egy-egy redő, valamint a nyakcsigolyákon levő magas tövisnyúlványok jellemzik. Eredetileg az Allosauridae családban helyezték el az Allosaurus mellett, és ezt a döntést több újabb keletű tanulmány is támogatja. Más tudósok azonban egy rokon család, a Carcharodontosauridae tagjaként sorolják be.
A felfedezése idején az Acrocanthosaurus és a legtöbb nagyméretű theropoda csak töredékes maradványok alapján volt ismert, ami ahhoz vezetett, hogy ezt a nemet sokféleképpen osztályozták. J. Willis Stovall és Wann Langston, Jr. az Allosauridae-nek megfelelő „Antrodemidae” családhoz kapcsolták, de 1956-ban Alfred Sherwood Romer áthelyezte a Megalosauridae szemétkosártaxonba. Egyes szerzők a hosszú tüskéjű csigolyák alapján kijelentették, hogy a Spinosaurusszal állt rokonságban. Az Acrocanthosaurus spinosauridaként való értelmezése fennmaradt az 1980-as évekig, és ismétlődően felbukkant az időszak félig szakmai dinoszaurusz könyveiben.
Egyszer néhány Angliából, a kora kréta időszakból származó magas tüskéjű csigolyáról megállapították, hogy nagyon hasonlítanak azokra, amelyek az Acrocanthosaurushoz tartoznak, és 1988-ban Gregory S. Paul a nem második fajaként az A. altispinax nevet adta a maradványoknak. Ezeket a csontokat eredetileg az Altispinaxhoz, egy másik Angliában felfedezett, csupán fogak alapján ismert nemhez kapcsolták, ami legalább egy szerzőt arra vezetett, hogy az Altispinaxot az Acrocanthosaurus szinonimájának tekintse. E csigolyákat később egy új nemhez, a Becklespinaxhoz kapcsolták, amely egyaránt elkülönül az Acrocanthosaurusról és az Altispinaxtól.
Ha az Acrocanthosaurus allosaurida volt, akkor közeli rokonságban kellett állnia az olyan jura időszaki nemekkel, mint az Allosaurus és a Saurophaganax. Azok a kladisztikai elemzések, amelyek szerint carcharodontosaurida volt, rendszerint az afrikai Carcharodontosaurus és a dél-amerikai Giganotosaurus rokonaként, a csoport bazális tagjai között helyezik el. Az Angliából előkerült Neovenatort gyakran még bazálisabb carcharodontosauridának tartják. Ez alapján a család Európából származik és onnan terjedt át a déli kontinensekre (melyek ebben az időben a Gondwana szuperkontinenst alkották). Ha az Acrocanthosaurus carcharodontosaurida volt, akkor Észak-Amerikába is átterjedhetett. Az összes ismert carcharodontosaurida a kora és középső kréta időszakok idején élt.

## Felfedezés és elnevezés

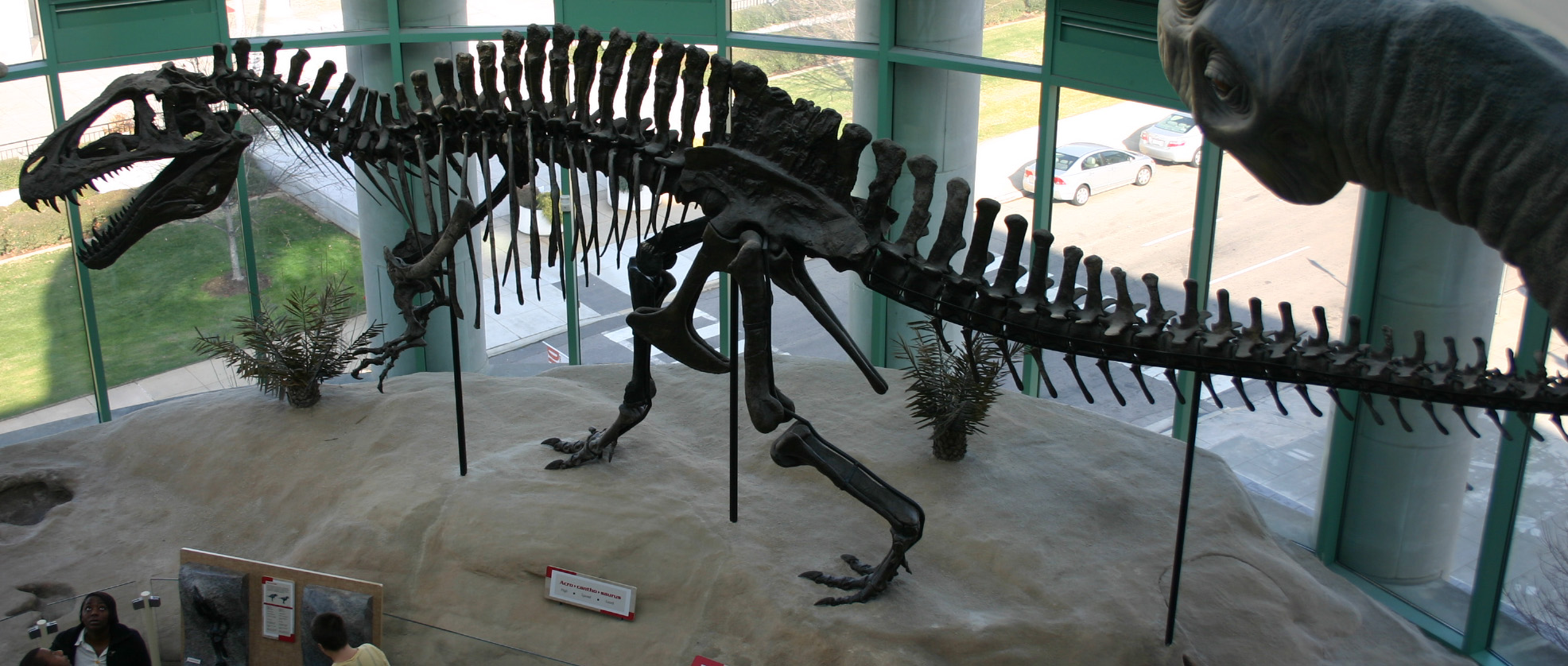
Az Acrocanthosaurus felállított csontváza oldalnézetből

Az Acrocanthosaurus neve a hosszú tövisnyúlványokra utal, és az ógörög ακρα / akra ('magas'), ακανθα / akantha ('tövis' vagy 'tüske') és σαυρος / szaürosz ('gyík') szavakból származik. Egyetlen faját (az A. atokensist) az Oklahoma állambeli Atoka megye után nevezték el, ahol a legelső példányt megtalálták. A nevet 1950-ben két amerikai őslénykutató, J. Willis Stovall és Wann Langston alkotta meg. Langston az „Acracanthus atokaensis” nevet ajánlotta a faj számára 1947-es, kiadatlan doktori disszertációjában, de a név a hivatalos megjelenésig Acrocanthosaurus atokensisre változott.
A holotípust és a paratípust (az OMNH 10146 és az OMNH 10147 jelzésű leleteket) egy időben írták le 1950-ben, két részleges csontváz és egy koponyadarab alapján, melyeket az Antlers-formációban fedeztek fel Oklahoma állam területén. Az 1990-es években két, jóval teljesebb példányt is leírtak. Az első (az SMU 74646 jelzésű lelet) egy részleges csontváz, melynek koponyája nagyrészt hiányzik, a texasi Twin Mountains-formációból került elő, és jelenleg a Fort Worth-i Tudományi és Történeti Múzeum (Fort Worth Museum of Science and History) gyűjteményében található.
Néhány magángyűjtő egy még teljesebb csontvázat (az NCSM 14345 jelzésű, „Frannek” becézett leletet) talált az Antlers-formációban, Oklahomában, mely a dél-dakotai Black Hills Institute-ban került preparálásra, és jelenleg az Észak-Karolinai Természettudományi Múzeumban (North Carolina Museum of Natural Sciences) található, Raleigh-ben. Ez a példány a legnagyobb, és ehhez tartozik az egyetlen ismert teljes koponya és mellső láb. Az OMNH 10147 és az NCSM 14345 csontvázának megfelelő elemei nagyjából ugyanolyan méretűek, ami azt jelzi, hogy a méretük hasonló, míg a holotípus és az SMU 74646 jóval kisebbek.
Az Acrocanthosaurus Oklahoma és Texas államokon kívül csak kevésbé teljes maradványok alapján ismert. Egy Dél-Arizonából származó fogat ehhez a nemhez kapcsoltak, és a területen talált sauropoda csontokon ilyen fogak által hagyott nyomokat találtak. Az Arundel-formációból, Marylandből, több, nagyjából az Acrocanthosauruséval megegyező fog vált ismertté, melyek a nem keleti képviselőire utalhatnak. Az Egyesült Államok nyugati részén levő különböző geológiai formációkból származó fogak és csontok közül sokat az Acrocanthosaurushoz kapcsoltak, de ezek többségét tévesen azonosították.

## Ősbiológia

### A mellső láb működése
Az Acrocanthosaurus mellső lábai a legtöbb röpképtelen theropodáéhoz hasonlóan nem érintkeztek a talajjal és a helyváltoztatás során nem használták, ehelyett inkább a zsákmányszerzésben volt szerepük. Egy teljes mellső láb (az NCSM 14345 jelzésű lelet) felfedezése lehetővé tette az első, funkcióra és mozgásterjedelemre vonatkozó elemzés elvégzését. A tanulmány szerzői megvizsgálták az illeszkedő csontok felületeit, hogy meghatározzák milyen távolságra lehetett elmozdítani az ízületeket anélkül, hogy azok kificamodtak volna. Sok ízületnél a csontok nem illeszkedtek pontosan, jelezve, hogy az ízületekhez jelentős mennyiségű kötőszövet tartozott, ahogy az sok ma élő archosaurusnál is látható. Más felfedezések mellett a tanulmány arról is beszámolt, hogy nyugvó helyzetben a mellső láb a vállakról lógott, kissé hátrafelé álló felkarcsonttal, a könyökhajlat és a karmok pedig befelé fordultak.
Az Acrocanthosaurus vállának mozgásterjedelme korlátozott volt az emberéhez képest. A kar nem volt képes körbe fordulni, de a függőlegestől 109°-ban vissza lehetett húzni, így a felkar valamelyest felfelé állhatott. A előre fordítás (kinyújtás) a függőlegestől csak 24°-ban volt lehetséges. Az oldalsó helyzetben levő kar lefelé fordulás (közelítés) esetén nem érhette el a függőleges helyzetet, de felfelé fordulásnál (távolításnál) képes lehetett a vízszintes felett 9°-os szögben állni. A könyök mozgása az emberével összevetve szintén korlátozottnak számít, a teljes mozgásterjedelme csak 57° volt. A kart nem lehetett teljesen kinyújtani, sem nagy mértékben behajlítani, az alkarral derékszöget bezárni képtelen felkar miatt. Az orsócsont és a singcsont (az alkar csontjai) annyira összezáródtak, hogy a befelé vagy kifelé fordítás (pronáció vagy szupináció), azaz a kar elcsavarása, az emberétől eltérően nem volt lehetséges.
A csukló csontjai közül egy sem illeszkedett pontosan, ami arra utal, hogy ezen a részen nagy mennyiségű kötőszövet volt, ami talán megmerevíthette ezt a részt. Valamennyi ujjat annyira hátra lehetett hajlítani (túlfeszíteni) hogy majdnem elérjék a csuklót. Hajlításkor a középső ujj az elsőhöz közelített, a harmadik ujj pedig befelé csavarodott. A kéz első, állandóan behajlított ujján nőtt a legnagyobb karom, ami visszafelé, a tenyér irányába hajlott. A középső ujj szintén folyamatosan behajlított helyzetben állhatott, a harmadik pedig, ami a legkisebb volt, néha behajított, néha pedig kinyújtott helyzetben állt.
Miután meghatározta a mellső láb ízületeinek mozgásterjedelmét, a tanulmány áttért az Acrocanthosaurus ragadozó szokásaival kapcsolatos feltételezésekre. A mellső lábakat nem lehetett nagy mértékben előre fordítani, így az állat nem volt képes megvakarni velük a nyakát. Ebből következően nem valószínű, hogy a zsákmány megragadásában volt szerepük, az Acrocanthosaurus inkább a száját használta a vadászat elején. Másfelől a mellső lábakat nagy mértékben vissza lehetett húzni a test felé. Mikor a zsákmány az állcsontok közé került, az izmos mellső lábak hátrahúzódhattak, szorosan a test közelében tartva, és megakadályozva hogy elszökjön. Ahogy az állat megpróbált elhúzódni, a két első ujj állandóan behajlított karmai csak még mélyebbre hatoltak bele. Az ujjak nagy mértékű túlfeszíthetősége talán lehetővé tette az Acrocanthosaurus számára, hogy szorosan tartsa a prédáját, és megóvta az ujjakat a kificamodástól. Ha a zsákmány csapdába esett a teste mellett, az Acrocanthosaurus az állcsontjai segítségével végezhetett vele. Az is lehetséges, hogy az Acrocanthosaurus az állcsontjaival tartotta meg az állatot, eközben pedig ismétlődően hátrahúzta a mellső lábait, karmaival nagy mértékben felhasítva a testét.

### Az agy és a belső fül szerkezete

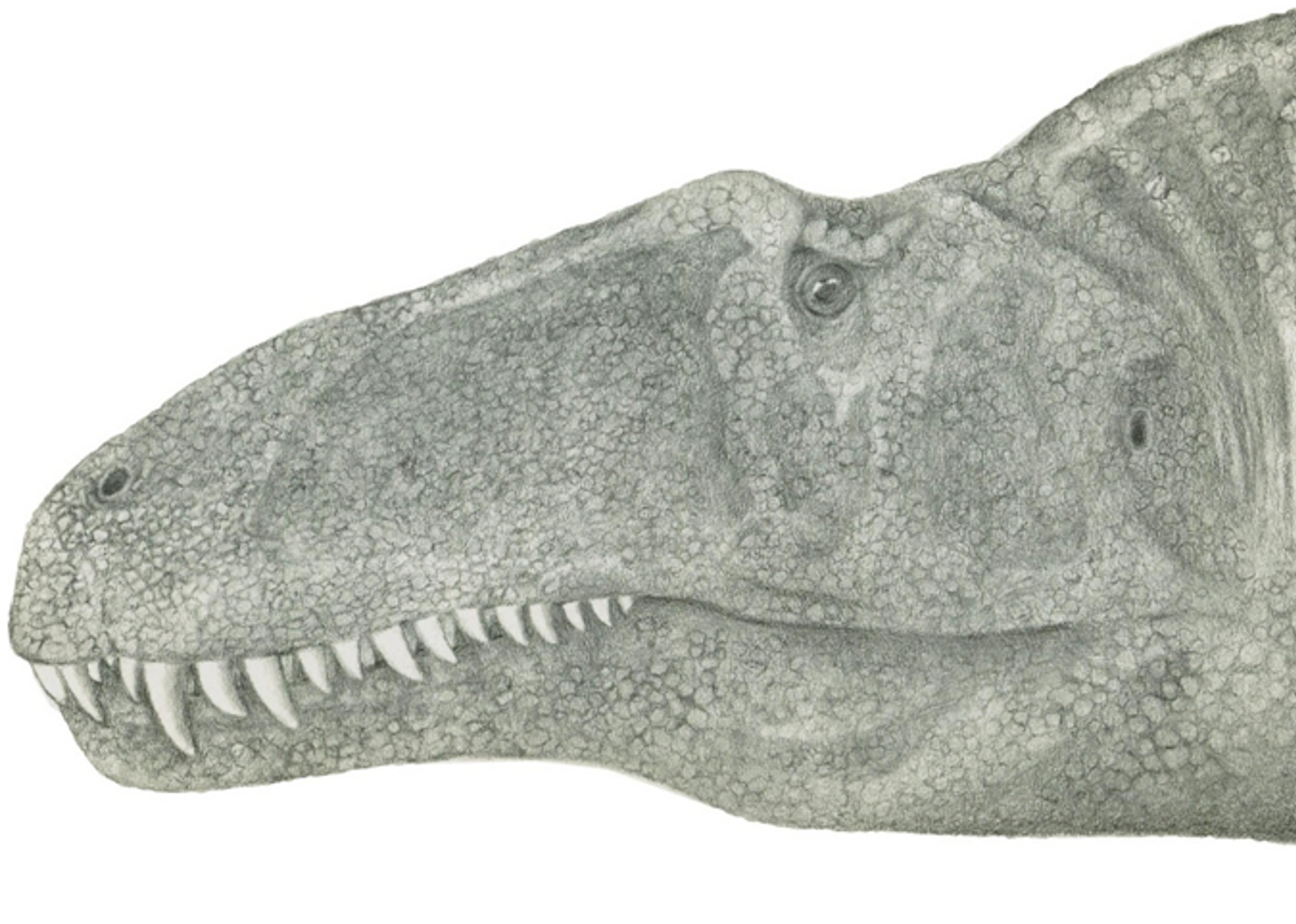
Az Acrocanthosaurus atokensis fejének rekonstrukciója

2005-ben a tudósok komputertomográfia (CT) segítségével öntvényt készítettek egy Acrocanthosaurus agyüregéről, hogy elemezhessék a holotípus (az OMNH 10146 jelzésű lelet) agykoponyáján belüli helyet. Az élő állatnál a hely nagy részét az agy mellett az agyhártya és az cerebrospinális (agyi-gerincvelő) folyadék töltötte ki. Viszont az agy és az agyi idegek általános jellemzői meghatározhatók az öntvény alapján, és összevethetők más olyan theropodákéval, melyeknek szintén elkészítették az öntvényét. Bár az agy sok más theropodáéra hasonlít, leginkább az allosauroideákéra emlékeztet. Azonban jóval közelebb áll a Carcharodontosauruséhoz és a Giganotosauruséhoz, mint az Allosauruséhoz vagy a Sinraptoréhoz, ami azt a feltételezést támogatja, hogy az Acrocanthosaurus carcharodontosaurida volt.
Az agy kissé sigmoid (S alakú) volt, az agyféltekék nagyobb kiterjedése nélkül, inkább egy krokodiléra hasonlított, mint egy madáréra. Ez összhangban van a nem coelurosaurus theropodák agyával. Az Acrocanthosaurus nagy szaglógumói jó szaglásra utalnak. A fül egyensúlyozást szolgáló félkörös ívjáratainak rekonstrukciója megmutatta, hogy a fej a vízszintes helyzettől 25°-al lefelé állt. Ez az öntvény megfelelő elhelyezésével állapítható meg, melynél az oldalsó félkörös ívjárat a talajjal párhuzamosan helyezkedik el, ami megszokott a figyelő helyzetben levő állatoknál.

### Lehetséges lábnyomok

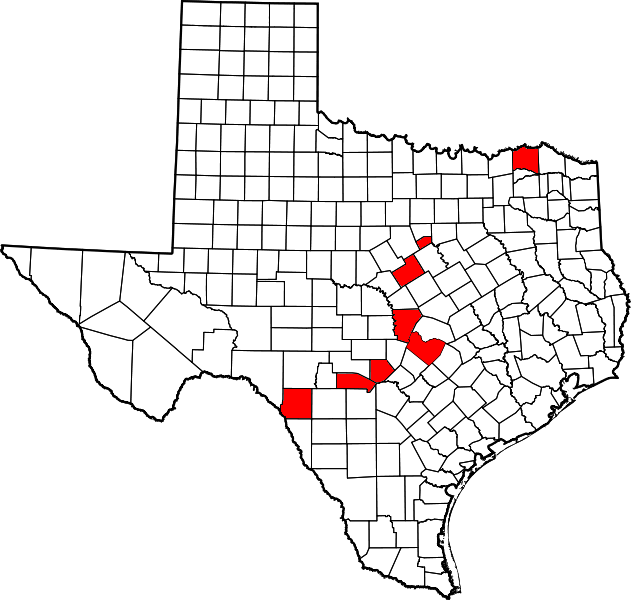
A Glen Rose-formáció területén levő texasi megyék, melyekben nagyméretű theropoda lábnyomokat fedeztek fel

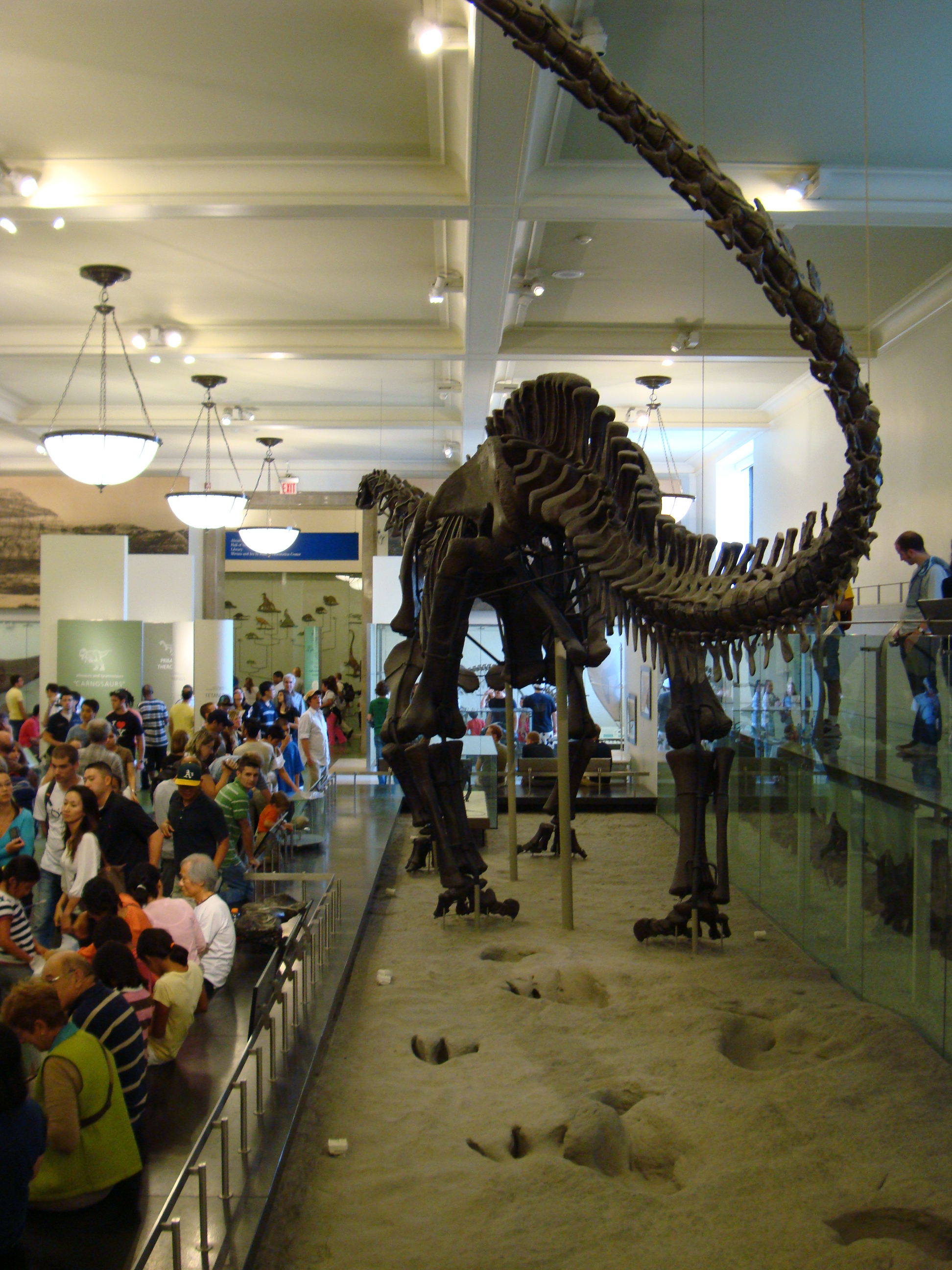
A Glen Rose-formációban talált theropoda és sauropoda lábnyomok, valamint az Apatosaurus felállított csontváza az Amerikai Természetrajzi Múzeumban (American Museum of Natural History)

A Texas középső részén levő Glen Rose-formációban sok dinoszaurusz lábnyom őrződött meg, köztük nagy, háromujjú theropoda lábnyomok is. A fosszilizálódott vadcsapások közül a leghíresebbet, ami jelenleg New York-i Amerikai Természetrajzi Múzeum (American Museum of Natural History) kiállításán látható, a Paluxy folyó mentén, a Dinosaur Valley State Parkban fedezték fel, azonban a szakirodalomból számos másik lelőhely is ismert ebből az államból. Lehetetlen megmondani, hogy milyen állat hagyta hátra a nyomokat, amíg nem társítanak fosszilis csontokat a lábnyomokhoz. Azonban a tudósok régóta azt gondolják, hogy a nyomok az Acrocanthosaurustól származnak. Egy 2001-es tanulmány összevetette a Glen Rose-formációban talált lábnyomokat több különböző theropoda lábával, de egyik nemet sem sikerült biztosan hozzájuk kapcsolni. Viszont a tanulmány megjegyezte, hogy a nyomok a mérethatáraik és a formájuk alapján az Acrocanthosaurushoz tartozhatnak. Mivel a Glen Rose-formáció az azonos geológiai időszakhoz tartozó Antlers- és Twin Mountains-formációk közelében helyezkedik el, és az e formációkból származó egyetlen nagyméretű theropoda az Acrocanthosaurus, a tanulmány arra következtetett, hogy az a legvalószínűbb, hogy a nyomok ettől az állattól származnak.
A New Yorkban kiállított, híres Glen Rose-i vadcsapás több theropoda nyomait őrizte meg, melyek tizenkét sauropodával megegyező irányba tartanak. A theropoda nyomok néha a sauropoda nyomokon láthatók, ami azt jelzi, hogy később keletkeztek. Ez olyan bizonyítéknak tekinthető, ami arra utal, hogy egy kis Acrocanthosaurus falka egy sauropoda csordát cserkészett be. Bár érdekes és valószínű, ez a feltételezés mégis nehezen igazolható, és más magyarázatok is léteznek. Például több magányos theropoda haladt különböző időpontokban arra, amerre a sauropodák mentek, azt a látszatot keltve, hogy egy falka próbálta becserkészni a zsákmányt. Ugyanez mondható el a sauropodákról is, melyek nem feltétlenül alkottak csordát. Az egyik olyan pontra, aminél egy sauropoda nyomait az egyik theropoda egy helyen megszakadó lábnyomsora keresztezi, támadás bizonyítékaként hivatkoztak. Más tudósok azonban kételkedtek az értelmezés helyességében, mivel a sauropoda járása nem változott meg, ami várható lenne, ha egy nagy ragadozó kapaszkodna bele az oldalába.

## Ősökológia
Egyértelműen az Acrocanthosaurushoz tartozó fosszíliák találhatók az észak-texasi Twin Mountains-formációban és a dél-oklahomai Antlers-formációban. Ezeken a geológiai formációkon nem végeztek radiometrikus kormeghatározást, de a tudósok a biosztratigráfia segítségével felbecsülték a korukat. Az ammonitesz taxonok változásai alapján a kora kréta kor apti és albai korszakainak határa megtalálható az Acrocanthosaurus lábnyomait őrző texasi Glen Rose-formációban, ami éppen a Twin Mountains-formáció felett húzódik. Ez alapján a Twin Mountains-formáció teljesen a 125–112 millió évvel ezelőtti apti korszakhoz tartozik. Az Antlers-formációban megtalálhatók a Deinonychus és a Tenontosaurus fosszíliái, melyek a radiometrikus kormeghatározás alapján az apti és albai korszakokhoz tartozó montanai Cloverly-formációból is ismertek, ami arra utal, hogy az Antlers hasonló korú lehet. Emiatt az a legvalószínűbb, hogy az Acrocanthosaurus 125–100 millió évvel ezelőtt élt.
Ebben az időben a Twin Mountains és az Antlers-formációkban megőrződött terület egy nagy ártér volt, ami egy sekély beltengerbe vezetett. Pár millió évvel korábban ez a tenger északi irányban kiterjedve a Nyugati Belső Víziúthoz tartozott, és két részre osztotta Észak-Amerikát, majdnem a teljes késő kréta kor során. A Glen Rose-formáció egy partmenti környezet volt, az iszapban megőrződött feltételezett Acrocanthosaurus lábnyomok egy ősi partvonal mentén keletkeztek. Mivel az Acrocanthosaurus nagyméretű ragadozó volt, az otthona is nagy kiterjedésű lehetett és többféle környezetet lefedett. Zsákmányai közé tartozhattak az olyan sauropodák, mint a Paluxysaurus vagy esetleg az óriás Sauroposeidon, de az olyan nagy testű ornithopodák is, mint a Tenontosaurus. A kisebb theropoda, a Deinonychus szintén ezen a területen kószált, de 3 méteres hosszával nemigen lehetett az Acrocanthosaurus versenytársa.

## Fordítás
- Ez a szócikk részben vagy egészben az Acrocanthosaurus című angol Wikipédia-szócikk ezen változatának fordításán alapul.  Az eredeti cikk szerkesztőit annak laptörténete sorolja fel. Ez a jelzés csupán a megfogalmazás eredetét és a szerzői jogokat jelzi, nem szolgál a cikkben szereplő információk forrásmegjelöléseként.